# انس جابر
 انس جابر (انگلیسی: Ons Jabeur؛ زادهٔ ۲۸ اوت ۱۹۹۴) یک تنیس‌باز اهل تونس است.